# آمریکایی‌های صرب‌تبار
آمریکایی‌های صرب‌تبار (صربی: српски Американци) یا صرب‌های آمریکایی (صربی: амерички Срби) آمریکایی‌هایی هستند که اصالت صرب دارند. در سال ۲۰۱۳ حدود ۱۹۰٬۰۰۰ شهروند آمریکایی اصالت خود را صرب می‌دانستند؛ گرچه، این عدد ممکن است تا حد قابل توجهی بزرگتر باشد؛ زیرا ۲۹۰٬۰۰۰ نفر دیگر علاوه بر اینها در آمریکا زندگی می‌کردند که خود را یوگسلاو می‌دانستند.